# Памятник Вере Холодной
Па́мятник Ве́ре Холо́дной — бронзовый памятник актрисе немого кино Вере Холодной, установленный в Одессе (на Преображенской улице в районе Соборной площади).
Памятник был открыт в 2003 году в дни празднования Дня города, который отмечается в Одессе 2 сентября. На открытии памятника присутствовала внучатая племянница актрисы — Людмила Ивановна Соколова. Монументальная композиция представляет собой бронзовую фигуру Веры Холодной в человеческий рост, стоящую на высоком постаменте в виде сцены. Памятник создан одесским скульптором А. П. Токаревым, автором ряда скульптур малых форм, украшающих улицы и парки Одессы.
Бронзовую Веру Холодную отливали в киевском специализированном творческом объединении «Художник». Первоначально у ног актрисы лежал букет бронзовых цветов. Вандалы неоднократно уничтожали эту деталь композиции, несколько раз пропавшие бронзовые цветы заменялись новыми, но те снова исчезали.
Памятник установлен на месте смерти актрисы: здесь находился снесённый в последующие годы флигель дома Папудова, в нём актриса жила перед самой смертью и умерла.